# Bühren
Bühren är en kommun och ort i Landkreis Göttingen i förbundslandet Niedersachsen i Tyskland.
Kommunen ingår i kommunalförbundet Samtgemeinde Dransfeld tillsammans med ytterligare fyra kommuner.